# José Carlos
José Carlos da Silva José (ur. 22 września 1941 w Vila Franca de Xira, zm. 26 kwietnia 2025) – portugalski piłkarz, obrońca. Brązowy medalista MŚ 66. Długoletni zawodnik Sportingu.
Karierę zaczynał w GD Fabril. W sezonie 1962/1963 podpisał kontrakt ze Sportingiem. Dwukrotnie zostawał mistrzem Portugalii (1966 i 1970), triumfował w Pucharze Portugalii. W 1964 znajdował się wśród zwycięzców Pucharu Zdobywców Pucharów.
W reprezentacji Portugalii zagrał 36 razy. Debiutował 19 marca 1961 w meczu z Luksemburgiem, ostatni raz zagrał w 1971. Podczas MŚ 66 zagrał w dwóch meczach, półfinale i spotkaniu o trzecie miejsce.